# ミヤコウミウシ
ミヤコウミウシ Dendrodoris denisoni (Angas，1864) は、クロシタナシウミウシ科 Dendrodorididae に属するウミウシの一種。ウミウシとしては大柄な部類である。複雑な斑紋があって美しい。

## 特徴
体長は大きいものでは80mm程度になる（10cmとも）。体は全体に柔軟で、背面には大小様々な瘤条の突起が多数あり、中でも背面中央の二対ないし三対が特に大きい傾向がある。瘤条突起の合間に青い眼紋状の斑点を持つ個体が多い。更に菱状紋などもあり、複雑ながら美しい色合いである。『相模湾産後鰓類図譜』には『すこぶる美麗で、容易に文字に表現しえない』とある由。触手は黄褐色で先端が白く、外鰓は白っぽい半透明で縁取りが褐色。

## 分布と生息環境
房総半島から相模湾、瀬戸内海などの太平洋側に分布する。転石海岸などに見られ、広域で普通種として観察される。